# 응천 (서하)
응천(應天)은 서하 양종(西夏 襄宗) 이안전(李安全)의 치세에 쓰던 연호이다.

## 연대 대조표
| 응천        | 원년           | 2년            | 3년             | 4년            |
| 서기 (西紀) | 1206년         | 1207년         | 1208년          | 1209년         |
| 간지 (干支) | 병인(丙寅)     | 정묘(丁卯)     | 무진(戊辰)      | 기사(己巳)     |
| 남송 (南宋) | 개희(開禧) 2년 | 개희(開禧) 3년 | 가정(嘉定) 원년 | 가정(嘉定) 2년 |

## 같이 보기
- 다른 왕조의 같은 연호
  - 연(燕) 응천(應天, 759년)
  - 전 레 왕조(前黎朝) 응티엔(應天, 994년 ~ 1008년)

| 이전 연호 천경(天慶) | 중국의 연호 서하(西夏) | 다음 연호 황건(皇建) |